# Billy Herrington
William Glen Harold Herrington detto Billy (Long Island, 14 luglio 1969 – Palm Springs, 2 marzo 2018) è stato un attore pornografico statunitense che ha lavorato nel campo della pornografia gay.

## Biografia
Nato e cresciuto a Long Island imparò il karate dal padre sensei. Interessato anche a pugilato, lotta e arti marziali, all'età di 24 anni, dopo il suo trasferimento a New York, si avvicinò al bodybuilding.
Herrington entrò nel mondo del porno grazie ad un amico che presentò alcune sue immagini di nudo alla rivista Playgirl. Le foto gli valsero il titolo di "Real men of the Month" (Vero uomo del mese) e un premio di 500 dollari, oltre a catturare l'attenzione del fotografo Jim French che lo incluse in un calendario Colt; da allora diventò un modello esclusivo dei COLT Studio, noto ben presto come "Colt Man of the Year".
La sua esperienza con la COLT era quasi esclusivamente caratterizzata da esibizioni erotiche o soft porno; i primi approcci con i film hardcore furono con la società Can-Am Productions dove si esibiva sotto il nome di Billy Marcus. Herrington divenne uno dei pornodivi più noti degli anni novanta, grazie alla sua forte mascolinità e alla sua dichiarata bisessualità, che lo portò ad esibirsi esclusivamente come attivo in tutta la sua carriera. Sotto la direzione di Chi Chi LaRue apparve in film hard come Body Shop, The Final Link e Conquered, per il quale fu candidato a tre Grabby Awards, miglior attore, miglior scena a tre e miglior scena di gruppo; per Conquered vinse per la miglior scena di gruppo assieme a Colton Ford, Blake Harper, Nino Bacci e Jay Ross.
Nel 2000 impersonò un imperatore romano in HotMen CoolBoyz, film prodotto dalla Zentropa, società di produzione di Lars von Trier. Nel 2003 chiuse la sua carriera con il film Ryker's Web, al fianco di un'altra leggenda del porno anni novanta, ovvero Ken Ryker.
Herrington si esibì occasionalmente come spogliarellista in alcuni locali statunitensi ed è ancora estremamente noto nella comunità giapponese per una serie di video diffusi dal sito Nico Nico Douga (una sorta di YouTube giapponese), che lo ha trasformato in un fenomeno di Internet e oggetto di oltre 3000 parodie. Herrington ha presenziato a talk show e a eventi in Giappone, dove è stato lanciato merchandising di magliette e figures con le sue fattezze.

### Morte
Durante la sera del 1 marzo 2018, Herrington fu coinvolto in un incidente stradale sulla California State Route 111 a Rancho Mirage. Venne ritrovato nei resti del suo SUV e fu quindi trasportato presso il Desert Regional Medical Center in Palm Springs, dove morì il giorno successivo all'età di 48 anni. È stato prima annunciato dal regista di film per adulti Chi Chi LaRue sul suo profilo Twitter confermato in seguito dalla madre Kathleen Wood tramite un post pubblico su Facebook.

## Videografia
- 9 1/2 Inches 1998 (Thor Productions)
- Wrestlers: Muscle Fantasies 2 1998 (Can-Am Productions)
- Workout: Muscle Fantasies 3 1999 (Can-Am Productions)
- Minute Man 17 1999 (Colt Studios)
- Minute Man 18 1999 (Colt Studios)
- Body Shop 1999 (All Worlds)
- Summer Trophies 1999 (Pacific Sun Entertainment)
- Tales from the Foxhole 1999 (All Worlds)
- Playing with Fire 2 2000 (All Worlds)
- The Final Link 2000 (All Worlds)
- Lords Of The Lockerroom 2000 (Can-Am Productions)
- HotMen CoolBoyz 2000 (Zentropa)
- Conquered 2001 (All Worlds)
- Flesh Trap 2001 (Fox Studios)
- Ryker's Web 2003 (Arena)

## Premi

### Vinti
- Colt Man of the Year
- Adult Erotic Gay Video Awards 2002 – Best Group Sex Scene per Conquered[6]

### Nomination
- Adult Erotic Gay Video Awards 2002 – Best Actor per Conquered
- Adult Erotic Gay Video Awards 2002 – Best Three-Way Sex Scene per Conquered